# Georgij Timofejevič Beregovoj
Georgij Timofejevič Beregovoj (rusko Гео́ргий Тимофе́евич Берегово́й, ukrajinsko Гео́ргій Тимофі́йович Берегови́й), sovjetski general in kozmonavt, * 1921, † 1995.
Kot poveljnik Sojuza 3 je v vesolju preživel 3 dni, 22 ur in 50 minut. V času poleta je bil najstarejši astronavt v vesolju.

## Ozadje
Leta 1941 se je pridružil vojnemu letalstvu in kmalu je postal pilot jurišnika Iljušin Il-2. Med drugo svetovno vojno je tako opravil okoli 185 bojnih poletov, dosegel čin stotnika in postal heroj Sovjetske zveze. 
Po vojni je 16 let bil testni pilot, dosegel čin polkovnika in položaj namestnika načelnika testnega oddelka vojnega lealstva. Leta 1962 se je prijavil in bil sprejet v kozmonavtski program.
Leta 1965 je bil predviden za Voshod 3, a je bila misija odpovedana. 25. oktobra 1968 je kot poveljnik Sojuza 3 odletel v vesolje; na višini 252 km je večkrat obkrožil Zemljo. Po vrnitvi je bil povišan v generalmajorja in upokojen iz aktivne vojaške službe.
Leta 1969 je bil lažje ranjen v poskusu atentata na Leonida Brežnjeva. Leta 1972 je postal direktor Kozmonavtskega šolskega centra Jurij Gagarin. Po upokojitvi je postal član parlamenta Sovjetske zveze.
Pokopan je na moskovskem pokopališču Novodeviči.